# 247341 Shaulladany
247341 Shaulladany este o planetă minoră (asteroid), cu un diametru de 16,253 km, din Asteroid troian al lui Jupiter. A fost descoperită pe 20 octombrie 2001 la Haleakalā Observatory⁠(d) de Near Earth Asteroid Tracking. 
Obiectul prezintă o orbită caracterizată de o semiaxă mare de 5,2137082914008 UAi, o excentricitate de 0,067545068346197, o înclinație de 25,788900897416 ° în raport cu ecliptica.